# ارتياب

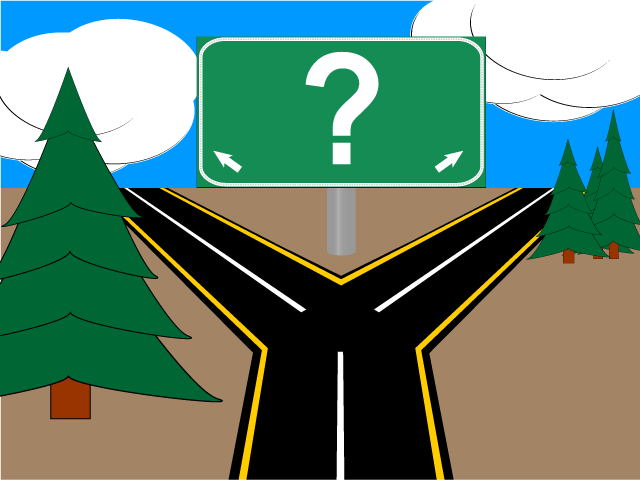

الارتياب هو مصطلح يستخدم في مواضيع كثيرة منها الفلسفة، الفيزياء، الإحصاء، الاقتصاد، التمويل، التأمين، علم النفس، علم الاجتماع، الهندسة والمعلوماتية. يُحسب الارتياب عند القيام بتوقعات لقيم مستقبلية، أو عند قياس أبعاد أو مقادير أو عند تقدير قيمة مجهولة.
ينشأ الارتياب عندما نتعامل مع بيئة غير معلومة بشكل كامل، كما ينشأ الارتياب نتيجة الجهل والكسل
يشير الارتياب أو عدم التأكد إلى المواقف المعرفية التي تنطوي على معلومات غير كاملة أو مجهولة. ينطبق على التنبّؤات بالأحداث المستقبلية، والقياسات المادية أُجرِيت بالفعل، أو على المجهول.

## مبادئ
مع أن مصطلح الارتياب أو الريبة يستخدم بمواضع كثيرة في حديث العامة إلا أن الاختصاصيين في علوم الإحصاء والمعلومات قاموا بوضع تعريفات محددة لمصطلحي الارتياب، المخاطرة، وقياسهما كما يلي:
1. الارتياب: هو غياب اليقين. أي عندما يوجد معرفة محدودة من المستحيل معها وصف حالة راهنة، أو التنبؤ بنتيجة مستقبلية، أو تحديد أكثر من نتيجة مستقبلية لحدث ما.
2. قياس الارتياب: يعبر عن قياس الارتياب بمجموعة من النتائج المحتملة مع احتمالية حدوث كل منها. يشمل ذلك استخدام دالة الكثافة الاحتمالية في التعبير هذه النتائج عند التعامل مع مع متحول مستمر.
3. المخاطرة: حالة من الارتياب حين تكون بعض النتائج المحتملة غير محبذة (تؤدي لحصول خسارة مالية مثلا).
4. قياس المخاطرة: مجموعة من الارتيابات المقاسة (راجع تعريف قياس الارتياب) حين تكون بعض النتائج المحتملة تؤدي لحصول خسائر مع تحديد مقادير تلك الخسائر الناتجة. يشمل ذلك استخدام دالة الخسارة عند التعامل مع متحول مستمر.

الارتياب النايتي

في علم الاقتصاد، في عام 1921، ميّز فرانك نايت الارتياب من مخاطرة الارتياب بأنها عدم المعرفة التي لا يمكن قياسها ويستحيل حسابها؛ ويُشار إلى ذلك الآن باسم الارتياب النايتي:
يجب أن يؤخذ الارتياب بمعنى مميّزٍ تمييزًا جذريًا عن مفهوم المخاطرة المألوفة، والتي لم تُفصل عنها فصلًا مناسبًا... تعتبر الحقيقة الجوهرية أن «المخاطرة» تعني في بعض الحالات كميةً قابلة للقياس، بينما في أحيانٍ أخرى تكون شيئًا مميزًا لا ينطوي على هذا الطابع؛ وهناك اختلافات بعيدة المدى وحاسمة في محامل الظاهرة اعتمادًا على أي منهما هو موجودٌ بالفعل ويعمل... سيبدو أن الارتياب القابل للقياس، أو «المخاطرة» المناسبة، كما سنستخدم المصطلح، يختلف حتى الآن عن المصطلح غير القابل للقياس بحيث لا يكون من الناحية العملية ارتيابًا على الإطلاق.
— فرانك نايت (1885-1972)، المخاطرة والارتياب والربح (1921)، جامعة شيكاغو.
لا يمكنك أن تكون متأكّدًا من الارتياب.
— فرانك نايت
تشمل التصنيفات الأخرى لأوجه الارتياب والقرارات شعورًا أوسع بالارتياب وكيفية التعامل معه من منظورٍ أخلاقي:
على سبيل المثال، إذا كان من غير المعروف هل ستمطر غدًا أم لا، فهناك حالة من الارتياب. إذا طُبِقت الاحتمالات على النتائج المحتملة باستخدام توقّعات الأحوال الجوية أو حتى مجرد تقييم معيّر للاحتمال، فقد جرى قياس الارتياب. لنفترض أنه جرى قياسها كمّيًا بنسبة 90٪ من أشعة الشمس. إذا كان هناك حدثٌ كبير ومُكلف في الهواء الطلق خُطِط لإقامته غدًا، فهناك مخاطرة نظرًا لوجود احتمال نسبته 10٪ لهطول المطر، وسيكون المطر غير مرغوبٍ فيه. علاوةً على ذلك، إذا كان هذا حدثًا تجاريًا وسيتسبّب بخسارة 100 ألف دولارٍ أمريكي إذا هطلت الأمطار، حينها يجري قياس المخاطرة (احتمال 10٪ لخسارة 100 ألف دولارٍ أمريكي). يمكن جعل هذه المواقف أكثر واقعية من خلال قياس كمية الأمطار الخفيفة بالمقارنة مع الأمطار الغزيرة، وتكلفة التأخير بالمقارنة مع تكلفة الإلغاء التام، إلخ.[بحاجة لمصدر]
قد تمثّل بعض الأحداث المخاطرة في هذا المثال على أنها «خسارة الفرصة المتوقّعة» (EOL) أو فرصة الخسارة مضروبة في مبلغ الخسارة (10٪ × 100,000 دولار أمريكي = 10,000 دولار أمريكي). هذا مفيد إذا كان منظّم الحدث «محايد المخاطرة»، وهذا ما لا يكونه معظم الناس. سيكون معظمهم على استعدادٍ لدفع علاوةٍ لتجنّب الخسارة. على سبيل المثال، تقوم شركة التأمين بحساب خسارة الفرصة المتوقّعة (EOL) كحدٍ أدنى لأي تغطيةٍ تأمينية، ثم تضيف إلى تكاليف التشغيل الأخرى والأرباح. نظرًا لأن العديد من الأشخاص على استعداد لشراء التأمين لأسبابٍ عديدة، فمن الواضح أن خسارة الفرصة المتوقّعة (EOL) وحدها ليست القيمة المتصوّرة لتجنّب المخاطرة.